# Dava Sobel
Dava Sobel (nascuda el 15 de juny de 1947) és una escriptora nord-americana especialitzada en exposicions populars de temes científics. Entre els seus llibres es poden citar Longitude, sobre el rellotger anglès John Harrison ; La filla de Galileu, sobre la filla de Galileu Maria Celeste, etc..

## Biografia
Sobel va néixer al Bronx, Nova York Es va graduar a la Bronx High School of Science i a la Universitat de Binghamton. Va escriure Longitud: La història real d'un geni solitari que va resoldre el problema científic més gran del seu temps el 1995. La història es va convertir en una pel·lícula de televisió, del mateix nom feta per Charles Sturridge i Granada Film el 1999, i es va poder veure als Estats Units per A&E (TV network)

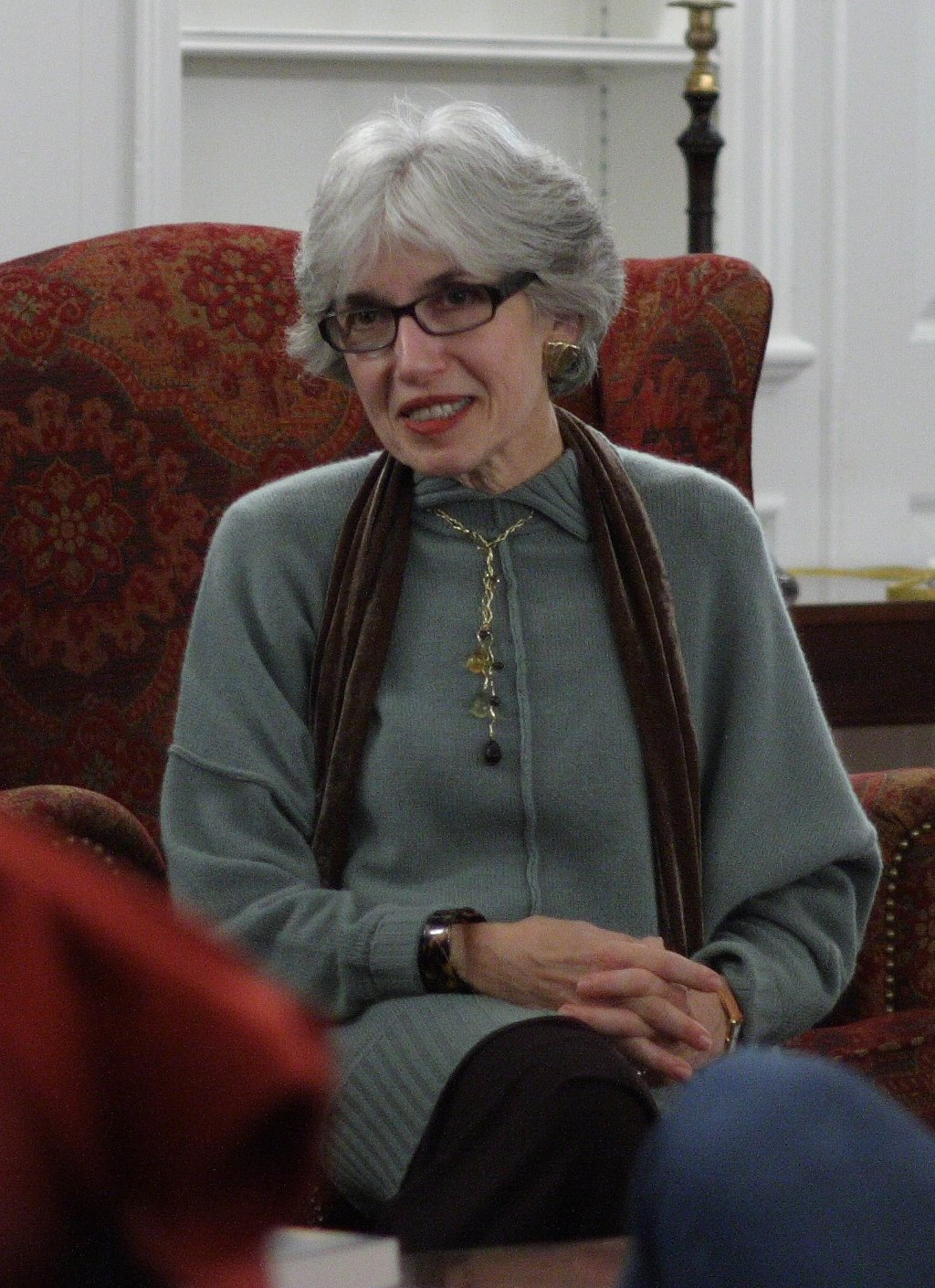
Dava Sobel, al 2007

El seu llibre Galileo's Daughter: A Historical Memoir of Science, Faith, and Love va ser finalista del Premi Pulitzer de Biografia o Autobiografia 2000.
És doctora honoris causa en lletres per la Universitat de Bath i el Middlebury College, Vermont, ambdues concedides el 2002.
Sobel va fer la seva primera incursió a l'ensenyament a la Universitat de Chicago com a Vare Writer-in-Residence a l'hivern del 2006. Va impartir un seminari sobre l'escriptura sobre temes científics. Va exercir de jutge del PEN/E. Premi O. Wilson d'Escriptura de Ciències Literàries el 2012.
Sobel és neboda de la periodista Ruth Gruber i cosina de l' epidemiòleg David Michaels.

## Llegat
L'asteroide 30935 Davasobel, descobert per Carolyn S. Shoemaker i David H. Levy va rebre el seu nom per la seva obra literària en física.
Sobel afirma que és una caçadora d'eclipsis solars i que "és el més semblant a presenciar un miracle". A l'agost de 2012 n'havia vist vuit i tenia previst veure l' eclipsi solar total de novembre de 2012 a Austràlia.

## Publicacions
- Arthritis: What Works; Revolutionary Healing Approaches From An Unprecedented Nationwide Survey Of People With Arthritis.  St. Martin's Press, 1992. ISBN 978-0-312-92719-6.
- Arthritis: What Exercises Work: Breakthrough Relief for the Rest of Your Life, Even After Drugs and Surgery Have Failed.  St. Martin's Press, 2015. ASIN 1250068681.
- Backache: What Exercises Work.  St. Martin's Press, 1996.
- Longitude: The True Story of a Lone Genius Who Solved the Greatest Scientific Problem of His Time (1995) ISBN 1-85702-571-7. OCLC 909490210OCLC 909490210
- Galileo's Daughter: A Historical Memoir of Science, Faith, and Love (2000) ISBN 0-14-028055-3
- The Best American Science Writing 2004 (editor) ISBN 9780060726409, OCLC 916515131
- The Planets: A discourse on the discovery, science, history and mythology, of the planets in our solar system, with one chapter devoted to each of the celestial spheres. (2005) ISBN 1-85702-850-3, OCLC 77646686[6]
- A More Perfect Heaven: How Copernicus Revolutionized the Cosmos.  Bloomsbury Publishing, 4 octubre 2011. ISBN 978-0-8027-7893-2. OCLC 819387028[7]
- The Glass Universe: How the Ladies of the Harvard Observatory Took the Measure of the Stars (2016) ISBN 9780143111344, OCLC 972263666[8]

## Reconeixements
Va ser nomenada membre de l'American Physical Society el 2022 "per escrits destacats que cobreixen molts segles de desenvolupaments clau en física i astronomia i les persones centrals en aquests desenvolupaments".